# Јагода у супермаркету
„Јагода у супермаркету“ је српски ТВ филм из 2003. године. Режирао га је Душан Милић, а написао је и сценарио. Филм је освојио награду за најбољи европски филм на 16. фестивалу дугометражних европских филмова у Атини 2003. године.